# یواس‌اس باربت (ای‌ام‌اس-۴۱)
یواس‌اس باربت (ای‌ام‌اس-۴۱) (به انگلیسی: USS Barbet (AMS-41)) یک کشتی بود که طول آن ۱۳۶ فوت (۴۱ متر) بود. این کشتی در سال ۱۹۴۲ ساخته شد.